# Cup of China de 2014
Cup of China de 2014 foi a décima segunda edição da Cup of China, um evento anual de patinação artística no gelo organizado pela Associação Chinesa de Patinação (em inglês:  Chinese Skating Association), e que fez parte do Grand Prix de 2014–15. A competição foi disputada entre os dias 7 de novembro e 9 de novembro, na cidade de Xangai, China.

## Eventos
- Individual masculino
- Individual feminino
- Duplas
- Dança no gelo

## Medalhistas
| Evento                        | Ouro                                             | Prata                                            | Bronze                                  |
| Individual masculino detalhes | Maxim Kovtun · Rússia                            | Yuzuru Hanyu · Japão                             | Richard Dornbush · Estados Unidos       |
| Individual feminino detalhes  | Elizaveta Tuktamysheva · Rússia                  | Yulia Lipnitskaya · Rússia                       | Kanako Murakami · Japão                 |
| Duplas detalhes               | Peng Cheng · Zhang Hao · China                   | Yu Xiaoyu · Jin Yang · China                     | Wang Xuehan · Wang Lei · China          |
| Dança no gelo detalhes        | Gabriella Papadakis · Guillaume Cizeron · França | Maia Shibutani · Alex Shibutani · Estados Unidos | Anna Cappellini · Luca Lanotte · Itália |

## Resultados

### Individual masculino
| Pos.              | Nome             | Nacionalidade  | Pontos | PC         | PL          |
| ----------------- | ---------------- | -------------- | ------ | ---------- | ----------- |
| Medalha de ouro   | Maxim Kovtun     | Rússia         | 243.34 | 85.96 (1)  | 157.38 (1)  |
| Medalha de prata  | Yuzuru Hanyu     | Japão          | 237.55 | 82.95 (2)  | 154.60 (2)  |
| Medalha de bronze | Richard Dornbush | Estados Unidos | 226.73 | 77.23 (4)  | 149.50 (4)  |
| 4                 | Nam Nguyen       | Canadá         | 221.85 | 72.85 (6)  | 149.00 (5)  |
| 5                 | Misha Ge         | Uzbequistão    | 219.28 | 69.46 (7)  | 149.82 (3)  |
| 6                 | Yan Han          | China          | 206.65 | 79.21 (3)  | 127.44 (7)  |
| 7                 | Alexei Bychenko  | Israel         | 204.15 | 76.96 (5)  | 127.19 (8)  |
| 8                 | Keiji Tanaka     | Japão          | 189.26 | 56.82 (11) | 132.44 (6)  |
| 9                 | Kim Jin-seo      | Coreia do Sul  | 183.46 | 62.46 (9)  | 121.00 (9)  |
| 10                | Guan Yuhang      | China          | 177.66 | 63.69 (8)  | 113.97 (10) |
| 11                | Wang Yi          | China          | 160.92 | 57.29 (10) | 103.63 (11) |

### Individual feminino
| Pos.              | Nome                   | Nacionalidade  | Pontos | PC         | PL         |
| ----------------- | ---------------------- | -------------- | ------ | ---------- | ---------- |
| Medalha de ouro   | Elizaveta Tuktamysheva | Rússia         | 196.60 | 67.99 (2)  | 128.61 (1) |
| Medalha de prata  | Yulia Lipnitskaya      | Rússia         | 173.57 | 69.56 (1)  | 104.01 (4) |
| Medalha de bronze | Kanako Murakami        | Japão          | 169.39 | 60.44 (3)  | 108.95 (3) |
| 4                 | Polina Edmunds         | Estados Unidos | 161.27 | 50.32 (7)  | 110.95 (2) |
| 5                 | Gabrielle Daleman      | Canadá         | 161.26 | 58.49 (4)  | 102.77 (5) |
| 6                 | Li Zijun               | China          | 152.62 | 53.66 (5)  | 98.96 (6)  |
| 7                 | Viktoria Helgesson     | Suécia         | 143.95 | 52.00 (6)  | 91.95 (8)  |
| 8                 | Kim Hae-jin            | Coreia do Sul  | 137.62 | 44.72 (9)  | 92.90 (7)  |
| 9                 | Christina Gao          | Estados Unidos | 125.04 | 47.15 (8)  | 77.89 (11) |
| 10                | Ashley Cain            | Estados Unidos | 124.81 | 39.80 (11) | 85.01 (9)  |
| 11                | Anne Line Gjersem      | Noruega        | 122.78 | 41.93 (10) | 80.85 (10) |

### Duplas
| Pos.              | Nome                                         | Nacionalidade  | Pontos | PC        | PL         |
| ----------------- | -------------------------------------------- | -------------- | ------ | --------- | ---------- |
| Medalha de ouro   | Peng Cheng / Zhang Hao                       | China          | 194.05 | 69.11 (1) | 124.94 (1) |
| Medalha de prata  | Yu Xiaoyu / Jin Yang                         | China          | 173.33 | 57.03 (3) | 116.30 (2) |
| Medalha de bronze | Wang Xuehan / Wang Lei                       | China          | 172.15 | 57.27 (2) | 114.88 (3) |
| 4                 | Vera Bazarova / Andrei Deputat               | Rússia         | 166.44 | 56.85 (4) | 109.59 (4) |
| 5                 | Nicole Della Monica / Matteo Guarise         | Itália         | 155.90 | 53.48 (7) | 102.42 (5) |
| 6                 | Natasha Purich / Andrew Wolfe                | Canadá         | 153.70 | 56.14 (5) | 97.56 (6)  |
| 7                 | Jessica Calalang / Zack Sidhu                | Estados Unidos | 147.81 | 54.66 (6) | 93.15 (7)  |
| 8                 | Arina Cherniavskaia / Antonio Souza-Kordeyru | Rússia         | 133.45 | 46.74 (8) | 86.71 (8)  |

### Dança no gelo
| Pos.              | Nome                                    | Nacionalidade  | Pontos | DC        | DL        |
| ----------------- | --------------------------------------- | -------------- | ------ | --------- | --------- |
| Medalha de ouro   | Gabriella Papadakis / Guillaume Cizeron | França         | 160.12 | 62.12 (3) | 98.00 (1) |
| Medalha de prata  | Maia Shibutani / Alex Shibutani         | Estados Unidos | 157.36 | 65.20 (1) | 92.16 (2) |
| Medalha de bronze | Anna Cappellini / Luca Lanotte          | Itália         | 149.58 | 62.70 (2) | 86.88 (3) |
| 4                 | Elena Ilinykh / Ruslan Zhiganshin       | Rússia         | 144.70 | 60.48 (4) | 84.22 (4) |
| 5                 | Alexandra Paul / Mitchell Islam         | Canadá         | 140.46 | 56.46 (5) | 84.00 (5) |
| 6                 | Wang Shiyue / Liu Xinyu                 | China          | 126.18 | 49.50 (6) | 76.68 (6) |
| 7                 | Zhang Yiyi / Wu Nan                     | China          | 108.66 | 44.90 (7) | 63.76 (7) |
| 8                 | Zhao Yue / Zheng Xun                    | China          | 103.44 | 41.88 (8) | 61.56 (8) |

## Quadro de medalhas
| Ordem | País           | Medalha de ouro | Medalha de prata | Medalha de bronze |    | Ordem por total |
| ----- | -------------- | --------------- | ---------------- | ----------------- | -- | --------------- |
| 1     | Rússia         | 2               | 1                |                   | 3  | 1               |
| 2     | China          | 1               | 1                | 1                 | 3  | 1               |
| 3     | França         | 1               |                  |                   | 1  | 5               |
| 4     | Estados Unidos |                 | 1                | 1                 | 2  | 3               |
| 4     | Japão          |                 | 1                | 1                 | 2  | 3               |
| 6     | Itália         |                 |                  | 1                 | 1  | 5               |
| TOTAL | TOTAL          | 4               | 4                | 4                 | 12 | —               |